# Riccia gothica
Riccia gothica là một loài rêu trong họ Ricciaceae. Loài này được Damsh. & Hallingback, Tomas mô tả khoa học đầu tiên năm 1986.